# Guillaume Michel Jérôme Meiffren de Laugier, Baron von Chartrouse

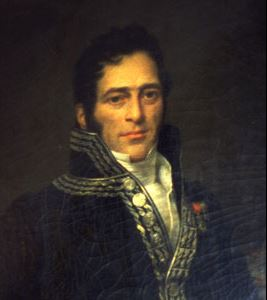
Guillaume Michel Jérôme Meiffren de Laugier, Baron von Chartrouse (1772–1843)

Guillaume Michel Jérôme Meiffren de Laugier, Baron von Chartrouse (* 28. September 1772 in Arles; † 27. September 1843 ebenda) war ein französischer Politiker und Ornithologe.

## Leben und Wirken
Während der Französischen Revolution war er Teil der Légion des Allobroges. Am 13. Juni 1811 wurde er von Napoleon Bonaparte zum Baron von Chartrouse ernannt. 1822 wurde in Arles eine Kommission gebildet, die den Ausbau des Amphitheaters und des Antiken Theaters vorantreiben sollte. Dieser Ausbau wurde erst unter er Verwaltung von Meiffren de Laugier umgesetzt. Dieser wurde im Jahr 1824 Bürgermeister von Arles, ein Amt, das er bis zur Julirevolution von 1830 innehatte. Von 1829 bis 1834 war er Abgeordneter und Generalrat für Arles. Auch andere Infrastrukturprogramme wie die Straße von Salon-de-Provence nach Nîmes und die Vertiefung des Kanals zwischen Arles und Port-de-Bouc, um das Rhone-Tal auf der linken Seite zu reinigen, wurden auf sein Betreiben umgesetzt. Auch die Restaurierung vieler alter Denkmäler sind ihm zu verdanken. So war er beispielsweise 1822 wesentlich an der Entdeckung der berühmten Vénus d’Arles beteiligt, die heute im Louvre in Paris steht. Am 19. Mai 1825 wurde er mit dem Titel Chevalier de la Légion d’honneur ausgezeichnet.
Am 5. November 1829 nimmt er den Platz als Abgeordneter des 3. Arrondissement des Département Bouches-du-Rhône für den Verstorbenen Jean-Baptiste Florentin Gabriel Meyran de Lagoy (1764–1829) ein. Bei der Wahl setzte er sich mit 127 Stimmen gegen Marie-Joseph de Gras de Preville (1755–1849) durch, der nur 75 Stimmen bekam. Am 30. Juni 1830 wurde er mit 144 Stimmen wieder gewählt. Dieses Mal setzte er sich gegen den Bürgermeister von Saint-Rémy-de-Provence Pierre Blain durch auf den 57 Stimmen entfielen. Am 5. Juli 1831 gewann er erneut die Wahl. Dieses Mal erreichte er 96 gegen 82 Stimmen für Jean Boulouvard (gest. 1843).

## Ornithologie

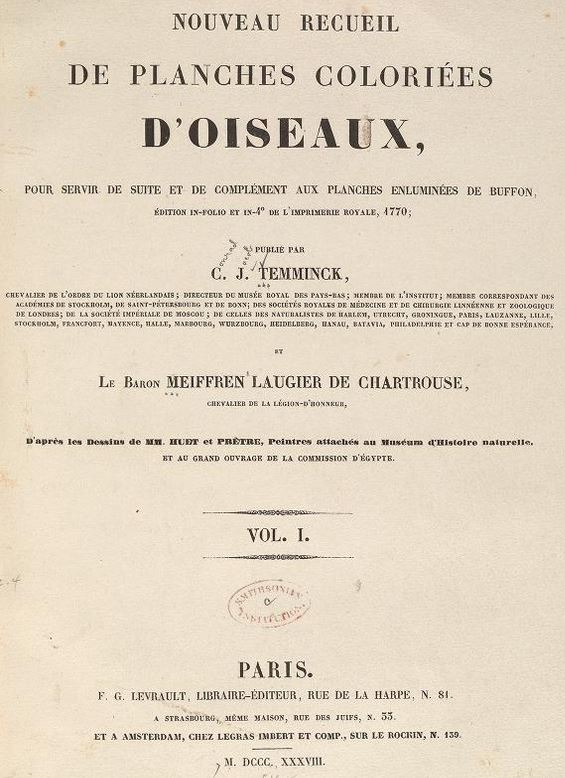
Titelseite von Nouveau recueil de planches coloriées d’oiseaux

Als Coenraad Jacob Temminck im Januar 1820 Paris besuchte, machte er Baron Meiffren de Laugier einen Besuch. Da Meiffren de Laugier eine bedeutende Sammlung exotischer Vögel hatte, lenkte er das Gespräch auf ein Projekt, das er schon seit geraumer Zeit im Kopf hatte. Edme-Louis Daubenton (1730–1785) hatte 973 Vogeltafel für Georges-Louis Leclerc de Buffons (1707–1788) Histoire Naturelle, générale et particulière, avec la description du Cabinet du Roi produziert. Meiffren de Laugier wollte diese Tafel vervollständigen, doch fehlte ihm die Expertise alleine den Text dazu zu schreiben. Temminck war von der Idee sofort begeistert und so engagierte er seine Lieblingsillustratoren Jean-Gabriel Prêtre (1768–1849) und Nicolas Geneviève Huet (1767–1830), um die von ihm zusammengestellten Vögel mit handkolorierten Farbtafeln zu illustrieren. Am 1. September 1820 erschien die erste Lieferung des mehrbändigen Werkes unter dem Namen beider Autoren. Auch wenn die Bände das Jahr 1838 ausweisen, erschien diese in 102 Lieferungen zwischen 1820 und 1839. In einer Publikation von Charles Davies Sherborn aus dem Jahre 1898 eruierte dieser die genauen Publikationsdaten der einzelnen Lieferungen. 1922 erweiterte Erwin Stresemann diese mit Erkenntnissen aus dem Museum für Naturkunde in Berlin. Charles Payraudeau (1786–1865) publizierte 1826 zum Teil über die Eigentlichen Störche kritische Anmerkungen. 1836 publizierte Meiffren de Laugier einen Katalog mit allen Vögeln aus seiner Sammlung. Heute befinden sich Teile seiner Sammlung im Natural History Museum at Tring, im Muséum national d’histoire naturelle und im Museum für Naturkunde in Berlin.

## Dedikationsnamen
1819 nannte Louis Pierre Vieillot zu Ehren von Meiffren de Laugier das Lerchenlaufhühnchen (Ortyxelos meiffrenii). Meiffren de Laugier hatte das Typusexemplar zur Erstbeschreibung in seiner reichhaltigen Sammlung. Vieillot publizierte auch Trochilus lazulus aus der Sammlung des Barons. Julian Pender Hume und Michael P. Walters nannten den Kolibri Laugier’s Sabrewing und sehen ihn als fragwürdiges Taxon. Allerdings sehen viele Autoren diesen Namen als Synonym für den Rotschwanz-Degenflügel (Campylopterus falcatus (Swainson, 1821)).

## Werke (Auswahl)
- Catalogue des oiseaux de la collection de M. le baron Laugier de Chartreuse. Impremerie de D. Garcin, Arles 1836.
- mit Coenraad Jacob Temminck, Jean-Gabriel Prêtre, Nicolas Hüet: Nouveau recueil de planches coloriées d’oiseaux: pour servir de suite et de complément aux planches enluminées de Buffon, Édition in-folio et in-4⁰ de l’Imprimerie royale, 1770. Band 1. F.G. Levrault, Legras Imbet et Comp., Straßburg, Amsterdam 1838 (biodiversitylibrary.org).
- mit Coenraad Jacob Temminck, Jean-Gabriel Prêtre, Nicolas Hüet: Nouveau recueil de planches coloriées d’oiseaux: pour servir de suite et de complément aux planches enluminées de Buffon, Édition in-folio et in-4⁰ de l’Imprimerie royale, 1770. Band 2. F.G. Levrault, Legras Imbet et Comp., Straßburg, Amsterdam 1838 (biodiversitylibrary.org).
- mit Coenraad Jacob Temminck, Jean-Gabriel Prêtre, Nicolas Hüet: Nouveau recueil de planches coloriées d’oiseaux: pour servir de suite et de complément aux planches enluminées de Buffon, Édition in-folio et in-4⁰ de l’Imprimerie royale, 1770. Band 3. F.G. Levrault, Legras Imbet et Comp., Straßburg, Amsterdam 1838 (biodiversitylibrary.org).
- mit Coenraad Jacob Temminck, Jean-Gabriel Prêtre, Nicolas Hüet: Nouveau recueil de planches coloriées d’oiseaux: pour servir de suite et de complément aux planches enluminées de Buffon, Édition in-folio et in-4⁰ de l’Imprimerie royale, 1770. Band 4. F.G. Levrault, Legras Imbet et Comp., Straßburg, Amsterdam 1838 (biodiversitylibrary.org).
- mit Coenraad Jacob Temminck, Jean-Gabriel Prêtre, Nicolas Hüet: Nouveau recueil de planches coloriées d’oiseaux: pour servir de suite et de complément aux planches enluminées de Buffon, Édition in-folio et in-4⁰ de l’Imprimerie royale, 1770. Band 5. F.G. Levrault, Legras Imbet et Comp., Straßburg, Amsterdam 1838 (biodiversitylibrary.org).